# 澤田幸弘
澤田 幸弘（さわだ ゆきひろ、1933年1月15日 - 2022年9月21日）は、日本の映画監督。
神奈川県横浜市出身。1956年、中央大学経済学部卒業。

## 略歴
横浜市立横浜商業高等学校卒業後、1年間の銀行勤務を経て中央大学経済学部に入学。在学中の三年時には東京児童劇団に裏方として参加。卒業後の1956年、日活に入社。鈴木清順、斎藤武市らに師事し、長い間の助監督を経て、1970年、渡哲也主演映画『斬り込み』で監督デビューした。
長谷部安春、小澤啓一、藤田敏八らとともに日活ニューアクション路線を大きく支えた。日活がロマンポルノ製作をメインにしてからも、松田優作主演『あばよダチ公』、『高校大パニック』などの一般向け映画から、福祉・家族向け映画も手掛け、1974年の『ともだち』は翌年のベオグラード国際児童映画祭にてグランプリ（ユニセフ大賞）を受賞した。1983年、正式に日活を離れてフリーランスとなった。
テレビでの監督作には『太陽にほえろ!』、『大都会』、『探偵物語』、『西部警察』などがある。
2022年9月21日午後8時55分、老衰のため静岡市内の病院で死去。89歳没。

## 作品

### テレビ
- 太陽にほえろ!（1972～1986）
- 電撃!! ストラダ5（1974年）
- 俺たちの勲章（1975）
- 大都会シリーズ（1976～1979）
- いろはの"い"（1976～1977）
- 探偵物語（1979～1980）
- 西部警察シリーズ（1979～1984）
- プロハンター（1981）
- 私鉄沿線97分署（1984～1986）
- 長七郎江戸日記（1984～1993）
- 誇りの報酬（1985）
- あきれた刑事（1987）
- 代表取締役刑事（1991）
- 鉄窓の中の天使（1991）
- 生命燃ゆ（1992）
- 愛しの刑事（1992～1993）
- 絆（2002）

### 映画
- 1970年
  - 斬り込み（日活）
  - 反逆のメロディー（日活＝ダイニチ）
  - 女子学園 ヤバい卒業（日活・アカデミープロ＝ダイニチ）
- 1971年
  - 関東幹部会（日活＝ダイニチ）
- 1972年
  - セックスハンター・濡れた標的（日活ロマンポルノ）
- 1973年
  - 反逆の報酬（東宝・石原プロ）
  - 濡れた荒野を走れ（日活ロマンポルノ）
- 1974年
  - ともだち（日活児童映画）
  - あばよダチ公（日活）
- 1976年
  - 暴行!（日活ロマンポルノ）
- 1977年
  - 卒業五分前・群姦（日活ロマンポルノ）
- 1978年
  - 襲え!（日活ロマンポルノ）
  - 高校大パニック（日活/石井聰亙と共同）
- 1979年
  - 肉の標的・奪う!（にっかつロマンポルノ）
  - 俺達に墓はない（東映セントラル＝東映）
- 1980年
  - レイプハンター 狙われた女（にっかつロマンポルノ）
- 1981年
  - 月光仮面（プルミエインターナショナル＝ヘラルド）
- 1991年
  - 仔鹿物語（にっかつ＝東宝）
  - 撃てばかげろう（東映クラシック）

### Vシネマ
- 修羅がゆく
- 監禁逃亡 略奪愛